# Miroslav Pantić
Miroslav Pantić (en serbe cyrillique : Мирослав Пантић ; né le 9 juillet 1926 à Svilajnac et mort le 16 septembre 2011 à Belgrade) est un historien serbe, spécialiste de l'histoire littéraire. Il a été membre de l'Académie serbe des sciences et des arts.
Historien de la littérature serbe, il s'est principalement intéressé à la littérature orale, notamment à celle consignée avant Vuk Stefanović Karadžić.

## Biographie
Miroslav Pantić est né le 9 juillet à Svilajnac, dans l'ancien royaume des Serbes, Croates et Slovènes. Il a fréquenté l'école élémentaire et le lycée de sa ville natale puis, entre 1945 et 1949, il a étudié la langue et la littérature serbes à la faculté de philosophie de l'université de Belgrade dans le département des langues et des littératures des Slaves du sud.
Entre 1950 et 1953, il a travaillé comme assistant à l'Institut d'histoire de l'Académie croate des sciences et des arts de Dubrovnik et, en 1953, il a été élu assistant à l'Institut d'étude de la littérature de l'Académie serbe des sciences et des arts. En 1954, il est devenu assistant à la Faculté de philosophie, où il a enseigné la littérature yougoslave de la Renaissance aux Lumières. En 1956, il soutenu sa thèse de doctorat intitulée Sebastijan Slade-Dolči, dubrovački biograf XVIII veka (Sébastien Slade-Dolci, un biographe de Dubrovnik du XVIIIe siècle), un travail publié en 1957 par la maison d'édition Naučno delo. En 1957, il a été élu maître de conférences à la Faculté de philosophie de Belgrade puis, en 1962, professeur assistant et, 1970, professeur de plein exercice.
Miroslav Pantić a participé à la création des départements nationaux de langue et de littérature et a donné des conférences dans les universités de Novi Sad, Sarajevo, Pristina et Niš. De 1972 à 1973, il a été le directeur de la bibliothèque universitaire Svetozar Marković à Belgrade.
En 1970, Miroslav Pantić est devenu membre correspondant de l'Académie serbe des sciences et des arts et membre à part entière en 1982,.
Il est mort à Belgrade le 16 septembre 2011 et a été inhumé dans le cimetière de Svilajnac.

## Récompenses
En 1988, Miroslav Pantić a reçu le prix du 7 juillet pour l'ensemble des travaux scientifiques ; il a reçu le prix de la Fondation Vuk pour son ouvrage La Littérature sur le territoire du Monténégro et la baie de Kotor du XVIe au XVIIIe siècle. À partir de 1966, il a été l'un des rédacteurs de la revue Prilozi za književnost, jezik, istoriju i folklor (Contributions à la littérature, la langue, l'histoire et le folklore), puis son rédacteur en chef.
Il a été décoré de l'ordre du Travail à couronne d'or, une distinction de la république fédérative socialiste de Yougoslavie.

## Ouvrages et contributions
- (sr) Miroslav Pantić, Sebastijan Slade-Dolči, dubrovački biograf XVIII veka [« Sébastien Slade-Dolci, un biographe de Dubrovnik du XVIIIe siècle »], Belgrade, Naučno delo, 1957, 205 p. (lire en ligne)
- (sr) Miroslav Pantić, Renesansa knnjiževnost [« La Littérature de la Renaissance »], Belgrade, Rad, 1961, 39 p. (lire en ligne)
- (sr) Miroslav Pantić, Poetika humanizma i renesanse [« Poétique de l'humanisme et de la Renaissance »], vol. 1, Belgrade, Prosveta, 1963 (lire en ligne)
- (sr) Miroslav Pantić, Poetika humanizma i renesanse [« Poétique de l'humanisme et de la Renaissance »], vol. 2, Belgrade, Prosveta, 1963, 323 p. (lire en ligne)
- (sr) Miroslav Pantić, Marin Držić, Belgrade, Zavod za izdavanje udžbenika Socijalističke Republike Srbije, 1964, 276 p. (lire en ligne)
- (sr) Miroslav Pantić, Epohe i pravci u književnosti [« Époques et Voies de la littérature »], Belgrade, Narodna knjiga, 1965, 349 p. (lire en ligne)
- (sr) Miroslav Pantić, Pesništvo renesanse i baroka, Dubrovnik, Dalmacija, Boka Kotorska [« La poésie Renaissance et baroque : Dubronik, la Dalmatie et les Bouches de Kotor »], Belgrade, Prosveta, 1968, 358 p. (lire en ligne)
- (sr) Miroslav Pantić, Mavro Orbin—život i rad [« Mauro Orbini : la vie et l'œuvre »], 1969
- (sr) Miroslav Pantić, « Knez Lazar i Kosovska bitka u staroj književnosti Duborvnika i Boke Kotorske » [« Le prince Lazare et la bataille du Kosovo dans l'ancienne littérature de Dubrovnik et des Bouches de Kotor »], O knezu Lazaru, Belgrade,‎ 1975 (lire en ligne)
- (sr) Miroslav Pantić, Iz književne prošlosti, studije i ogledi [« Du passé littéraire, études et essais »], Belgrade, Srpska književna zadruga, 1978, 491 p. (lire en ligne)
- (sr) Miroslav Pantić, Istorija srpskog naroda : Doba borbi za očuvanje i obnovu države (1371-1537) [« Histoire du peuple serbe : L'ère des luttes pour la préservation et la reconstruction de l'État (1371-1537) »], vol. 2, Belgrade, Srpska književna zadruga, 1982 (lire en ligne), « Usmeno pesništvo (La poésie orale) », p. 504-518
- (sr) Miroslav Pantić, Susreti s prošlošću : ogledi i studije [« Rencontres avec le passé : études et essais »], Belgrade, Prosveta, 1984, 462 p. (lire en ligne)
- (sr) Božidar S. Nikolajević, Svetomir B. Nikolajević et Miroslav Pantić, Iz minulih dana: sećanja i dokumenti [« Des jours passés : souvenirs et documents »], Belgrade, Académie serbe des sciences et des arts, 1986, 395 p. (lire en ligne)
- (sr) Milica Inđić et Miroslav Pantić, Bibliografija Milutina Milankovića [« Bibliographie de Milutin Milanković »], Belgrade, Académie serbe des sciences et des arts, 1993, 168 p. (ISBN 9788670251915, lire en ligne)
- (sr) Miroslav Pantić, Istorija srpskog naroda [« Histoire du peuple serbe »], vol. 3, t. 2, Belgrade, Srpska književna zadruga, 1993 (ISBN 9788637904762, lire en ligne), « Književnost na tlu Crne Gore i Boke Kotorske (La littérature sur le territoire du Monténégro et de la baie de Kotor) », p. 135-255
- (sr) Miroslav Pantić, Istorija srpskog naroda [« Histoire du peuple serbe »], vol. 3, t. 2, Belgrade, Srpska književna zadruga, 1993 (ISBN 9788637904762, lire en ligne), « Narodna ili usmena književnost (La littérature populaire ou orale) », p. 256-326
- (sr) Miroslav Pantić, Istorija srpskog naroda : Srbi u XVIII veku [« Histoire du peuple serbe : Les Serbes au XVIIIe siècle »], vol. 4, t. 2, Belgrade, Srpska književna zadruga, 1986 (lire en ligne), « Narodno (usmeno) pesništvo (La poésie populaire (orale)) », p. 107-164